# Llista de llengües d'internet pel seu ús
Les xifres de la següent taula van ser preses de Global Reach Arxivat 2008-05-29 a Wayback Machine.. Mostren una estimació de setembre del 2004 del nombre d'usuaris que es connecten a Internet per idiomes. Com pot observar-se, el català és un dels 34 majors grups lingüístics d'usuaris a Internet, superant a comunitats de parlants molt més nombroses com són la serbocroata o la ucraïnesa.
Un dels fets a ressaltar d'aquesta llista és l'absència d'un dels idiomes més parlats del món com és l'hindi, la llengua nacional de l'Índia.
| Idioma        | Usuaris d'Internet (M) | % usuaris | Població total (M) | PIB ($Miliards) | % d'economia mundial | PIB per capita (K) |
| ------------- | ---------------------- | --------- | ------------------ | --------------- | -------------------- | ------------------ |
| Anglès        | 295,4                  | 35,20%    | 508                |                 |                      |                    |
| Xinès         | 110,0                  | 13,70%    | 874                | $6.328          | 13,00%               | $7,20              |
| Castellà      | 86,4                   | 12,00%    | 450                | $2.500          | 8,90%                | $7,10              |
| Japonès       | 67,1                   | 8,40%     | 125                | $3.400          | 8,00%                | $27,20             |
| Alemany       | 55,3                   | 6,90%     | 100                | $2.679          | 5,80%                | $26,80             |
| Francès       | 33,9                   | 4,20%     | 77                 | $1.517          | 4,20%                | $19,70             |
| Coreà         | 31.3                   | 3.90%     | 78                 | $887            | 2.0                  | $11.40             |
| Italià        | 30.4                   | 3.30%     | 62                 | $1.251          | 3.60%                | $20.10             |
| Portuguès     | 24.4                   | 3.10%     | 176                | $1.487          | 3,60%                | $8,40              |
| Malai         | 14,2                   | 1,80%     | 229                | $258            | 2,00%                |                    |
| Neerlandès    | 14,0                   | 1,70%     | 20                 | $575            |                      | $28,50             |
| Àrab          | 13,5                   | 1,70%     | 300                | $678            | 1,60%                | $4,20              |
| Polonès       | 9,6                    | 1,20%     | 44                 | $359            |                      | $8,10              |
| Suec          | 7,7                    |           | 9                  | $237            |                      | $26,30             |
| Tailandès     | 7,1                    |           | 46                 | $406            |                      | $8,80              |
| Turc          | 6,8                    |           | 67,4               | $431            |                      | $6,40              |
| Rus           | 6,5                    | 0,80%     | 167                | $822            | 1,80%                | $4,90              |
| Vietnamita    | 5,8                    |           | 68                 |                 |                      |                    |
| Persa         | 4,6                    |           | 64                 | $84             |                      |                    |
| Romanès       | 4,4                    |           | 26                 | $108            |                      | $4,20              |
| Txec          | 3,8                    |           | 12                 | $121            |                      | $10,00             |
| Hebreu        | 3,8                    |           | 5,2                | $132            |                      | $21,00             |
| Danès         | 2,9                    |           | 5,4                | $171            |                      | $31,70             |
| Finès         | 2,8                    |           | 6                  | $142            |                      | $23,60             |
| Hongarès      | 2,5                    |           | 10                 | $96             |                      | $9,60              |
| Grec          | 2,4                    |           | 12                 | $189            |                      | $15,80             |
| Català        | 2,4                    |           | 6,6                |                 |                      |                    |
| Noruec        | 2,1                    |           | 5                  | $136            |                      | $27,20             |
| Eslovac       | 1,8                    |           | 5,6                | $47             |                      | $8,70              |
| Serbocroat    | 1,0                    |           | 20                 |                 |                      |                    |
| Ucraïnès      | 0,9                    |           | 47                 | $115            |                      | $2,30              |
| Panjabi       | 0,8                    |           | 38                 |                 |                      |                    |
| Eslové        | 0,8                    |           | 2                  | $22,90          |                      | $10,90             |
| Islandès      | 0,2                    |           | 0,3                | $6              |                      | $23,50             |
| Total mundial | 801,4                  |           | 6460               | $41.400         |                      |                    |